# Neubodengrün
Neubodengrün ist ein Wohnplatz der Stadt Müncheberg im Landkreis Märkisch-Oderland in Brandenburg.

## Geografische Lage
Der Wohnplatz Neubodengrün liegt im Müncheberger Forst rund 5,6 km östlich des Stadtzentrums unmittelbar an der Bundesstraße 1, die in diesem Bereich in West-Ost-Richtung verläuft. Nordöstlich befindet sich der bewohnte Gemeindeteil Schlagenthin, südöstlich der Ortsteil Eggersdorf, südlich der Wohnplatz Bienenwerder und westlich der Ortsteil Hoppegarten. Die Wohnbebauung umfasst wenige Gebäude, die sich nördlich bzw. südlich der Bundesstraße befinden.

## Geschichte

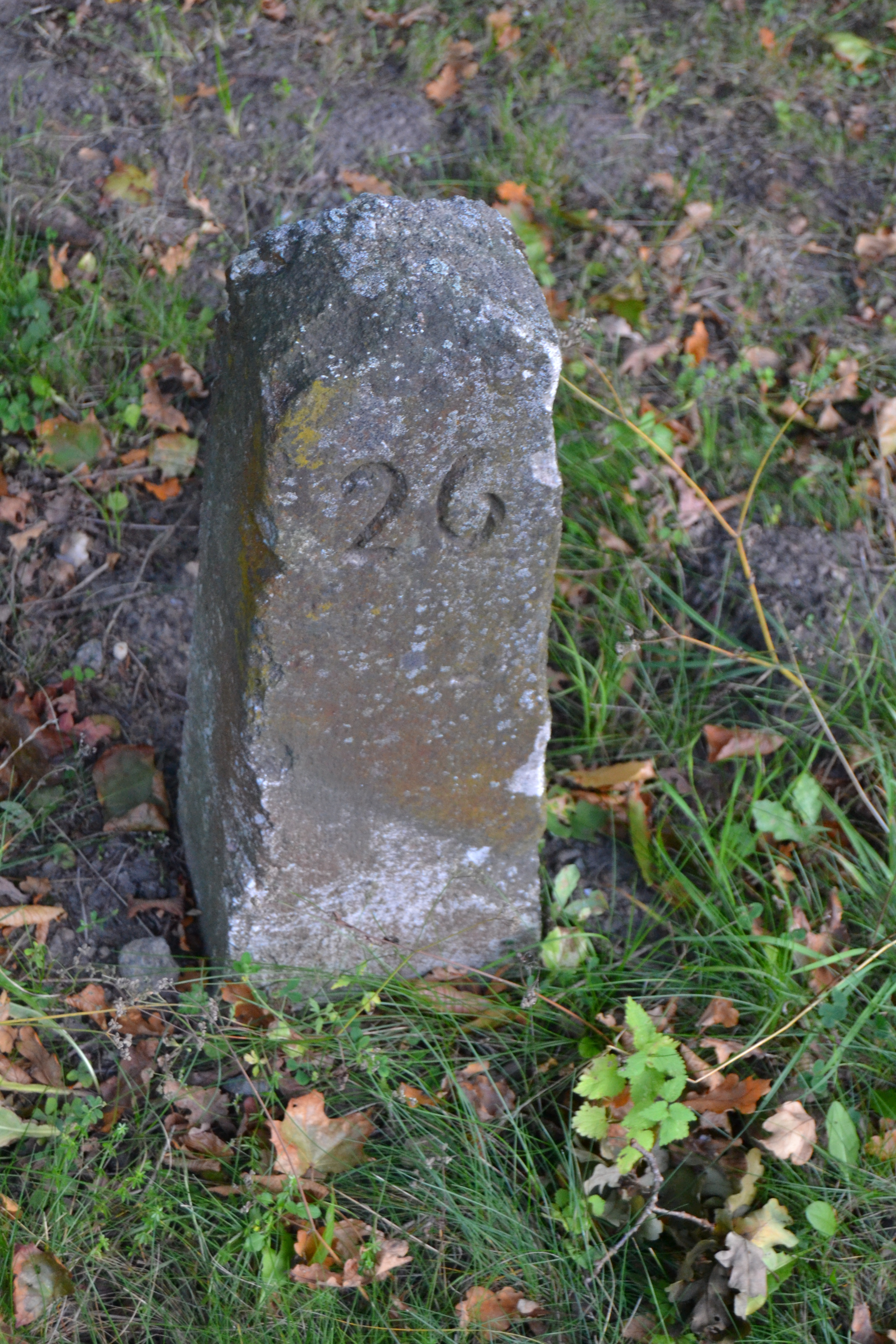
Kilometerstein am Chausseehaus

In den Jahren 1819/1832 errichtete die Stadt Müncheberg am Handelsweg von Frankfurt (Oder) nach Berlin ein Chausseehaus, das erstmals im Jahr 1833 als Neubodengrün in den Akten erschien. In dieser Zeit verkaufte der Büdner Martin Kirk aus Eggersdorf im Jahr 1823 ein Grundstück an den Gastwirt Kirchheim in Neubodengrün. Es entstand ein Chausseeeinnehmerhaus, d. h. ein Dienstgebäude des Chausseewärters mit einer Feuerstelle (=Haushalt), in der acht Personen lebten. Auf der Fläche von zwei Morgen (Mg) gab es weiterhin einen Krug. Der Wohnplatz mit dem Chausseehaus gehörte zur Stadt Müncheberg und diente zur Erhebung der Maut, die dem Landesherren zustand. Der Krug gehörte zum Gemeindebezirk Hoppegarten. Im Jahr 1840 wurde lediglich von einem Erbpachtetablissement und Krug sowie zwei Wohngebäuden berichtet, in denen im Jahr 1864 insgesamt 14 Personen lebten. Im Jahr 1885 lebten im Chausseehaus neun, im Krug fünf Personen. Zehn Jahre später waren es nur noch eine bzw. sechs Personen. Bis 1905 war die Anzahl auf vier Personen im Chausseehaus und eine im Krug zurückgegangen; 1925 waren es in Summe zehn Personen.
In der Zeit der DDR betrieb die Straßenmeisterei Strausberg am Wohnplatz einen Stützpunkt. Im 21. Jahrhundert sind die Gebäude in Privatbesitz; das Chausseehaus steht unter Denkmalschutz.